# La Iglesuela del Cid
La Iglesuela del Cid (katalánul: L'Anglesola) település Spanyolországban, Teruel tartományban. La Iglesuela del Cid Cantavieja, Portell de Morella, Villafranca del Cid és Mosqueruela községekkel határos. Lakosainak száma 377 fő (2024).

## Népesség
A település népessége az utóbbi években az alábbiak szerint változott:
| Lakosok száma | 489  | 501  | 491  | 502  | 496  | 462  | 414  | 410  | 395  | 377  |
|               | 2001 | 2004 | 2007 | 2009 | 2012 | 2014 | 2017 | 2019 | 2022 | 2024 |